# Radiodifusió a Espanya
La radiodifusió a Espanya estan configurats com un servei públic essencial del qual l'Estat n'és el titular. És considerada oficialment com un vehicle important per a la informació i participació política de la ciutadania, d'informació sobre l'opinió pública, de difusió de la cultura espanyola i com a contribuïdor a la llibertat i la igualtat perquè siguen reals.
La Constitució espanyola de 1978 estableix que l'estat central té competència en la radiodifusió (art. 149.21). L'estat gestiona la ràdio de manera directa mitjançant ens públics i de manera indirecta fent concessions administratives a empreses privades. "El govern espanyol estableix el nombre de llicències de Freqüència Modulada que concedeix i després cada comunitat autònoma adjudica noves emissores".
Les emissores municipals de radiodifusió sonora estan regulades per la Llei 11/1991 de 8 d'abril. "Els municipis poden ser concessionaris del servei públic de radiodifusió sonora, podent gestionar-lo mitjançant alguna de les fórmules establertes a l'art. 85.3 de la Llei 7/1985, de 2 d'abril, Reguladora de las Bases del Règim Local".